# بكسة أورلانية

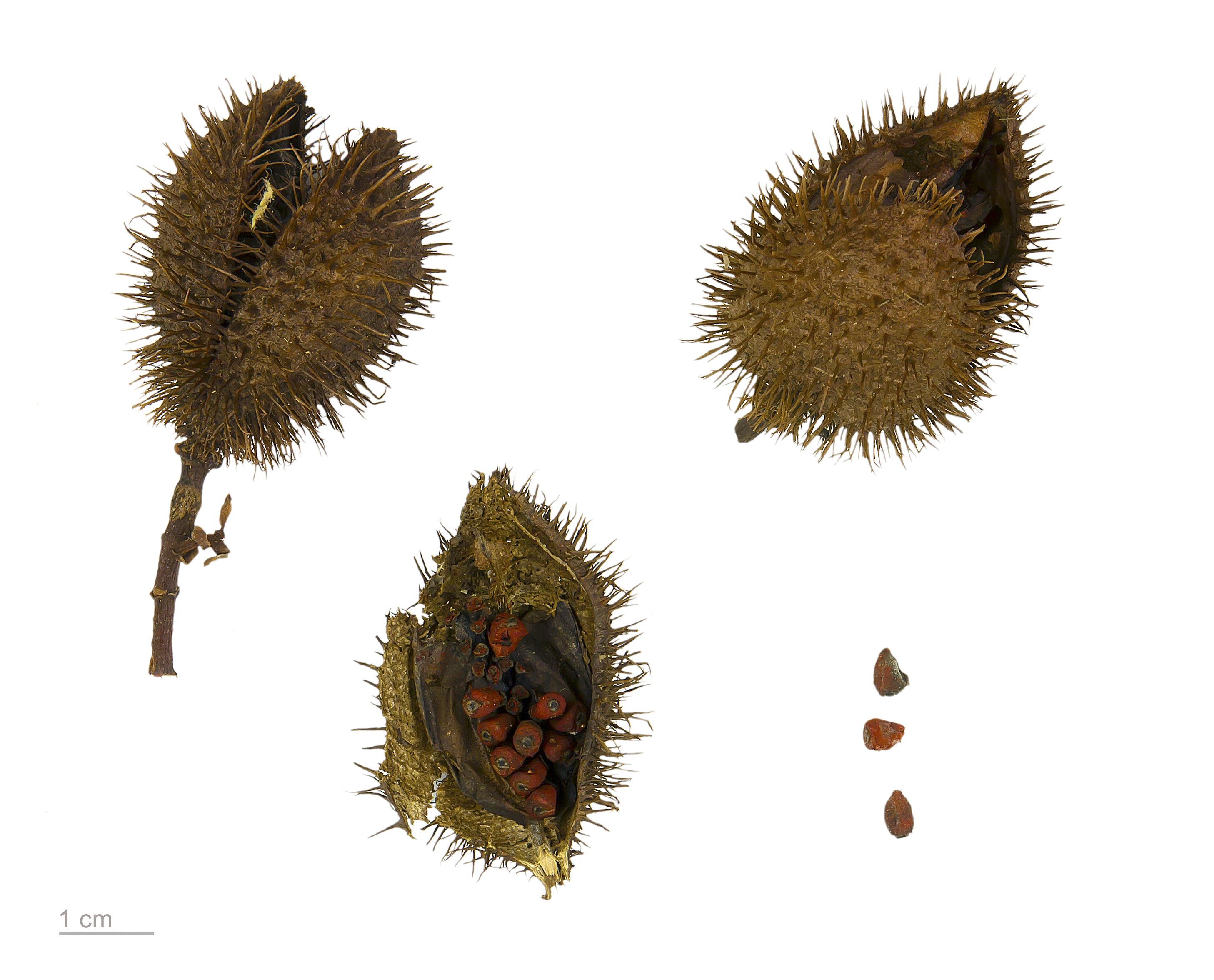
Bixa orellana

بكسة أورلانية أو بكسة أو شجرة الصبغ الأناتو (الاسم العلمي:Bixa orellana) هي نوع من النباتات تتبع جنس البكسة من الفصيلة البكسية.

## معرض صور

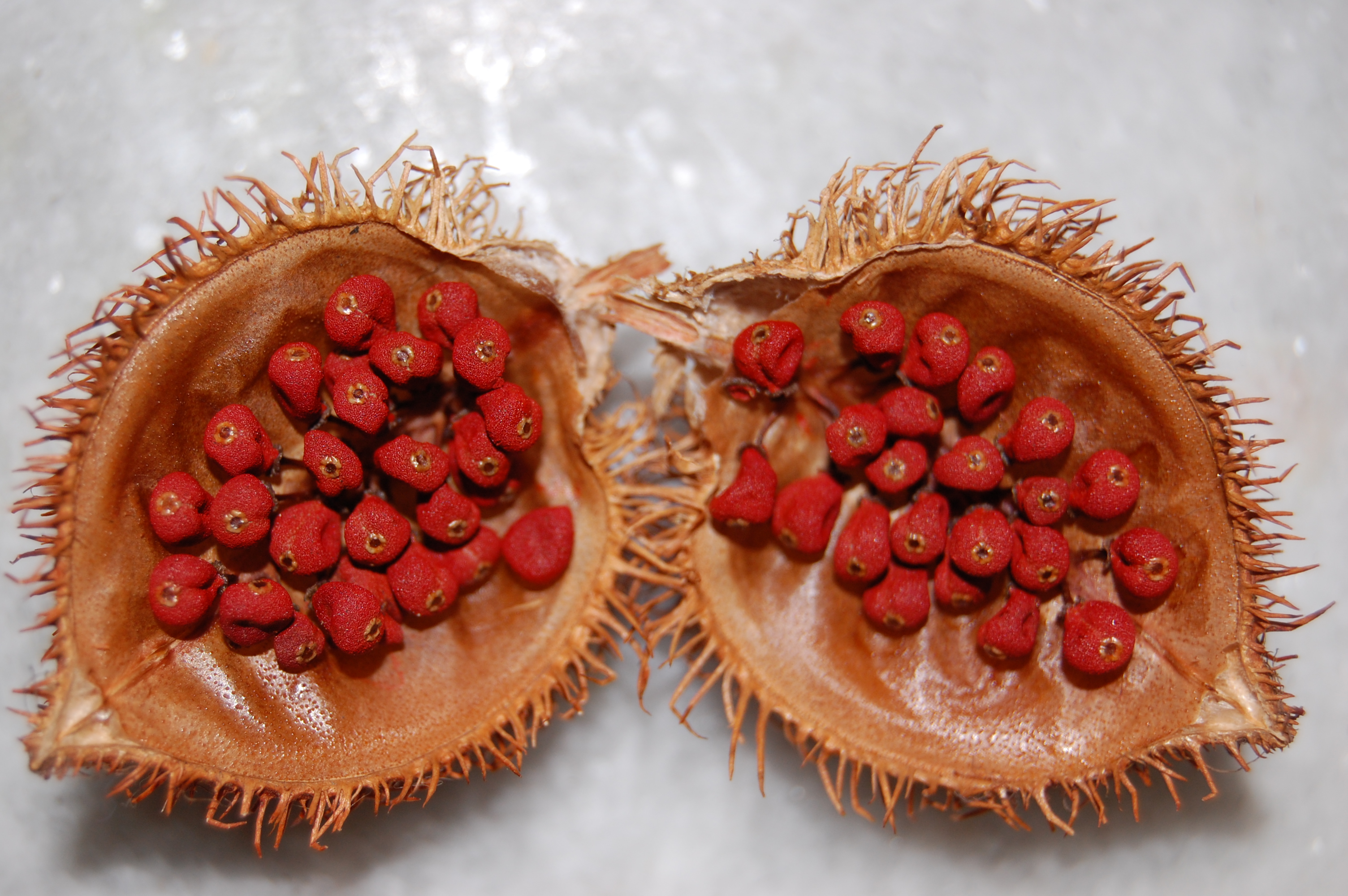
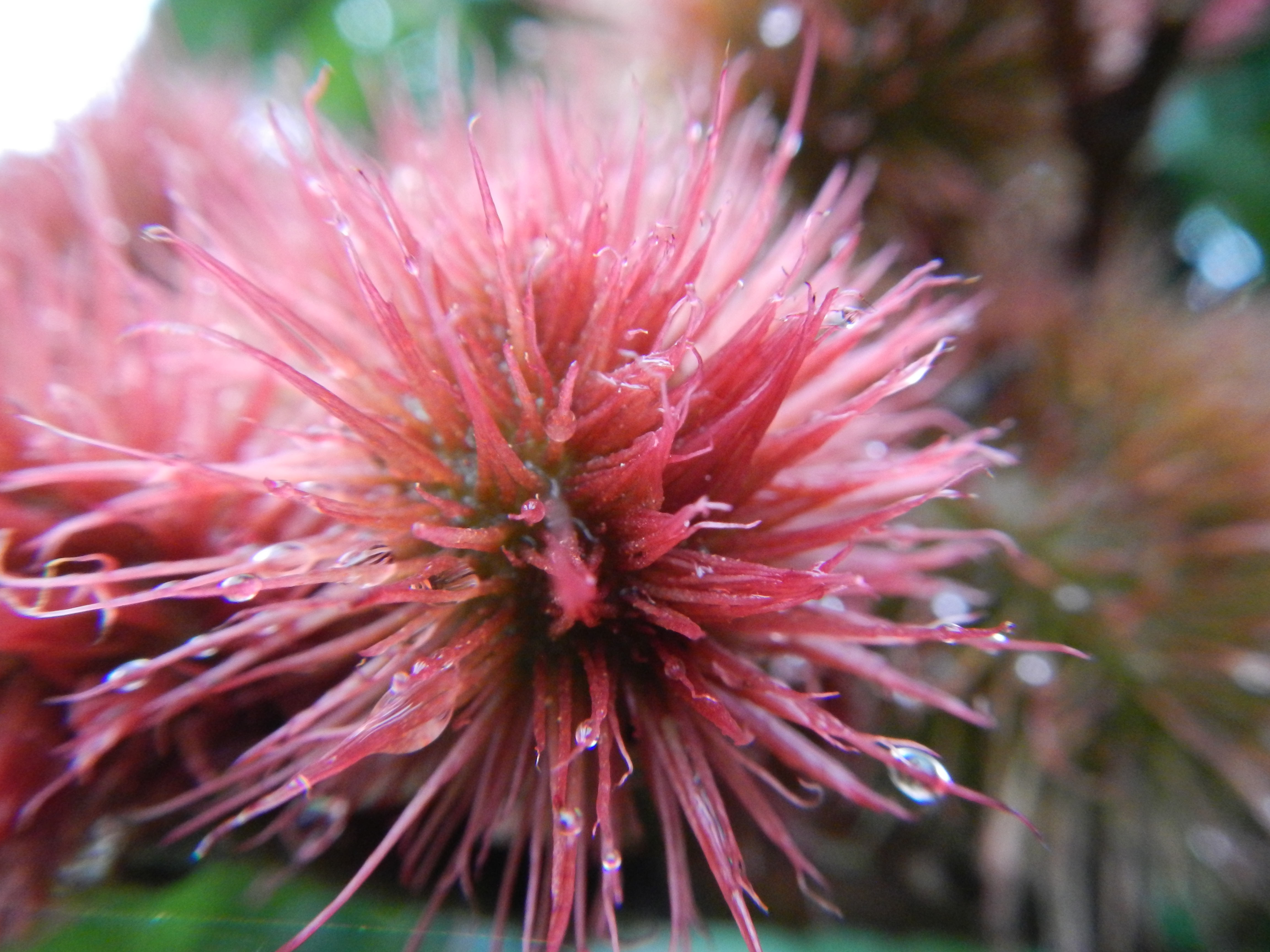
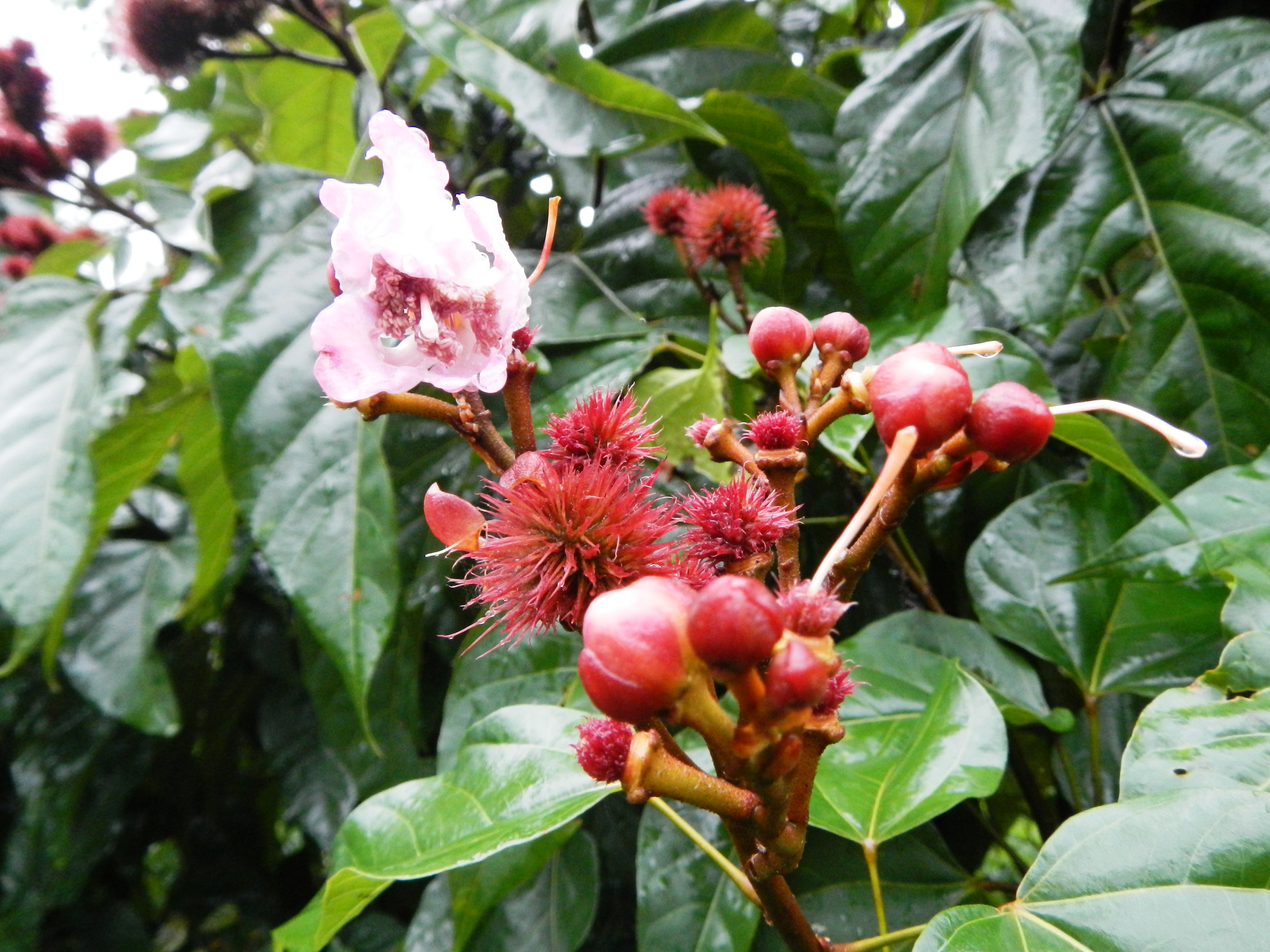
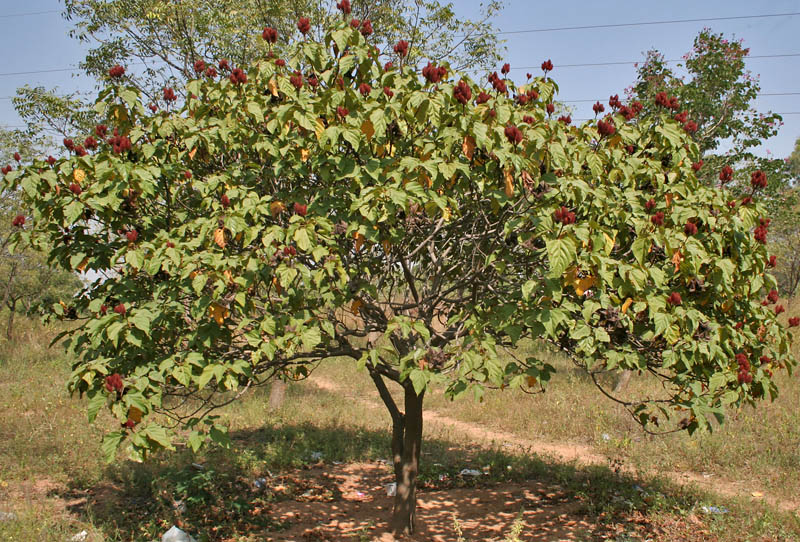
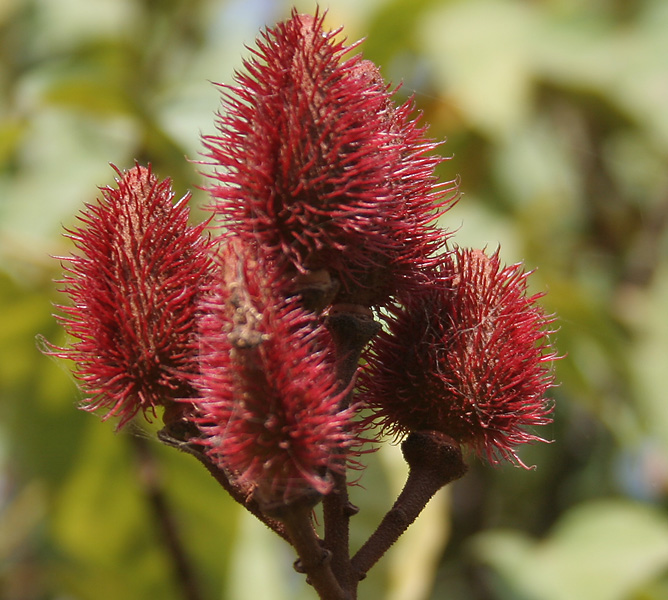